# Günther Lorentz
Günther Lorentz (Flensburg, 1913. október 23. –  1989. január 17.) német tengeralattjáró-kapitány volt a második világháborúban. 1940. február 25-én hadifogságba esett, és a német tengeralattjáró-parancsnokok közül ő töltötte a leghosszabb időt rabságban.

## Pályafutása
Günther Lorentz 1932. november 4-én, tengerészkedétként csatlakozott a német hadi flottához. 1937. október 1-jén fregatthadnagy lett. 1939. október 10. és 1940. január 2. között az U–10, majd 1940. január 8-ától az U–63 parancsnoka volt. Utóbbi hajóját 1940. február 25-én az Északi-tengeren, a Shetland-szigetektől délre brit hadihajók a felszínre kényszerítették, és a legénységet őrizetbe vették.

## Összegzés
| Hajója | Parancsnoki szolgálata               | Őrjáratok száma | Őrjáratok hossza (nap) | Eltalált hajók száma | Eltalált hajók vízkiszorítása (brt) |
| ------ | ------------------------------------ | --------------- | ---------------------- | -------------------- | ----------------------------------- |
| U–10   | 1939. október 10. – 1940. január 2.  | 0               | 0                      | 0                    | 0                                   |
| U–63   | 1940. január 18. – 1940. február 25. | 1               | 9                      | 0                    | 0                                   |

## Elsüllyesztett hajó
| Búvárhajó | Nap               | Hajó   | Nemzetisége | Vízkiszorítása (brt |
| --------- | ----------------- | ------ | ----------- | ------------------- |
| U–63      | 1940. február 24. | Santos | Svédország  | 3840                |